# Stadio Georgios Kamaras
Lo stadio Georgios Kamaras è uno stadio  di calcio sito ad Atene, capitale della Grecia, nel quartiere di Rizoupoli. Ospita le partite casalinghe dell'Apollōn Smyrnīs e del Kīfisias e prende il nome da Georgios Kamaras, ex calciatore dell'Apollōn Smyrnīs.
È stato una delle sessioni ufficiali di allenamento per i giochi olimpici di Atene 2004.
La capienza dello stadio è di 14 856 posti. Il record di affluenza è stato registrato nel 1973 in una partita tra Apollōn Smyrnīs e PAS Giannina, con 21 231 spettatori.

## Storia
Lo stadio fu costruito nel 1948 e la sua inaugurazione ebbe luogo il 17 ottobre di quell'anno, alla presenza di circa 10 000 tifosi. Nel 2002 l'Olympiacos ha intrapreso un radicale rinnovamento per utilizzarlo come quartier generale provvisorio della squadra, fino al completamento della costruzione del nuovo stadio Geōrgios Karaiskakīs, in sostituzione di quello vecchio sito a Neo Faliro, presso il Pireo. Nel 2003 lo stadio di Rizopouli è stato intitolato al calciatore dell'Apollōn Smyrnīs Giorgos Kamaras.